# Bulbul brès
Alophoixus bres
Espèce
Statut de conservation UICN

EN : En danger
Le Bulbul brès (Alophoixus bres) est une espèce d'oiseaux de la famille des Pycnonotidae et du genre Alophoixus.

## Répartition
Il vit sur les îles de Java et Bali en Indonésie.

## Population
La population de cette espèce est soupçonnée de subir un important déclin à cause de la surexploitation pour le commerce des oiseaux en cages pris dans la nature. En effet, il s'agit de l'un des oiseaux les plus commercialisés de Java. D'après l'UICN, le taux de réduction de la population dépasse 50%.
La taille de la population n'a pas été quantifiée, mais l'espèce est devenue rare et difficile à localiser en très peu de temps. Il était courant dans les forêts de Java et à Bali jusqu'à récemment. Il était commun dans 35 emplacements échantillonnés dans l'aire de répartition entre 1981 et 1990. Actuellement, l'espèce est au mieux rare dans quelques sites, et absente dans de nombreux sites : elle n'a été notée que dans 8 des 7 935 carrés échantillonnés lors du projet de science citoyenne « Big Month » en janvier 2020.